# Shayne Ward (album)
Shayne Ward è l'eponimo titolo dell'album di debutto del cantante pop britannico Shayne Ward, pubblicato il 17 aprile 2006 dall'etichetta discografica Syco, sotto-etichetta della Sony BMG.
L'album, certificato disco di platino in Regno Unito, è stato pubblicato a distanza di alcuni mesi dalla vittoria della seconda edizione britannica del talent show X Factor ottenuta dal cantante e dalla pubblicazione del primo singolo dell'artista, That's My Goal, canzone di successo in Gran Bretagna e Irlanda.
Dall'album sono stati estratti come singoli anche una cover del brano No Promises di Bryan Rice e Stand by Me, tutti di buon successo di vendite come l'album.
L'album è stato promosso anche da un omonimo tour eseguito dal cantante nei primi mesi del 2007 e conteneva, oltre al singolo No Promises, diverse cover di canzoni già edite: All My Life era stata originariamente interpretata dal duo R&B statunitense K-Ci & JoJo, What About Me era un singolo del gruppo musicale rock australiano Moving Pictures già reinterpretata da Shannon Noll, Back at One, originariamente dello statunitense Brian McKnight e la celeberrima Over the Rainbow di Judy Garland.

## Tracce
1. That's My Goal – 3:41
2. No Promises – 3:44
3. Stand by Me – 4:15
4. All My Life – 4:26
5. You're Not Alone – 3:53
6. I Cry – 4:21
7. What About Me – 3:22
8. Back at One – 3:37
9. Someone to Love – 4:10
10. Something Worth Living For – 4:07
11. A Better Man – 4:14
12. Next to Me – 3:06
13. Over the Rainbow (Bonus track) – 2:20
14. Easy to Love You (Bonus track) – 3:14
15. Hit the Ground Running (Bonus track) – 3:41

## Classifiche
| Classifica (2006)   | Posizione raggiunta |
| ------------------- | ------------------- |
| Regno Unito         | 1                   |
| Irlanda             | 1                   |
| Classifica mondiale | 1                   |
| Svezia              | 8                   |